# لويس إل. ستانتون
لويس إل. ستانتون (بالإنجليزية: Louis L. Stanton) هو محامي وقاضي أمريكي، ولد في 1 أكتوبر 1927 في نيويورك في الولايات المتحدة.